# Dionísio da Natividade

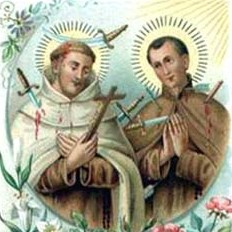
Beatos Dinis da Natividade e Redento da Cruz

Dionísio da Natividade chamava-se Pierre Berthelot (Flandres, 1600 - 1638) foi um beato carmelita holandês, ao serviço missionário de Portugal, foi martirizado no Oriente.
Serviu a armada holandesa quando tinha vinte anos, mas, por vicissitudes várias, foi para o Reino de Portugal onde foi nomeado cosmógrafo e piloto-mor.
Em Goa tentou em vão ser jesuíta e, em 1635, acabou por ser aceite na ordem carmelita, onde recebeu o novo nome religioso.
Nos finais de Setembro de 1638, foi enviado com o padre Redento da Cruz a Achem, na Samatra (actual Indonésia), onde chegou a 25 de Outubro. Aí foi denunciado como espião e posto a ferros. Os mouros decidiram negociar a libertação dos cativos, mediante a sua conversão ao Islão. Perante a recusa de abjurarem da sua fé, foram condenados a atrozes suplícios e à morte a golpes de azagaia e depois decapitados.
Foi beatificado, junto com o seu companheiro, pelo Papa Leão XIII, em 10 de Junho de 1900.